# Nikolai Iwanowitsch Kusnezow
Nikolai Iwanowitsch Kusnezow (russisch Николай Иванович Кузнецов; * 27. Juli 1911 in Syrjanka, Ujesd Jekaterinburg des Gouvernements Perm, jetzt Oblast Swerdlowsk, Russland; † 9. März 1944, Boratyn, Oblast Lwow, Ukrainische Sozialistische Sowjetrepublik) alias Rudolf Schmidt, Nikolai Wassiljewitsch Gratschow (Николай Васильевич Грачёв), Paul Wilhelm Siebert, war ein sowjetischer Geheimagent und Partisan. Er war außerordentlich sprachbegabt, beherrschte neben Russisch mehrere Dialekte der deutschen Sprache und sprach fließend Esperanto, Komi, Polnisch und Ukrainisch.

## Karrierebeginn
Seit 1932 war Kusnezow Geheimagent des NKWD in Kudymkar (Autonomer Kreis der Komi-Permjaken), später in Swerdlowsk. 1938 wurde Kusnezow nach Moskau versetzt, wo er als ein der besonderen Geheimhaltung unterliegender Spezialagent in die Abteilung für Spionageabwehr des GUGB aufgenommen wurde.

## Im Zweiten Weltkrieg

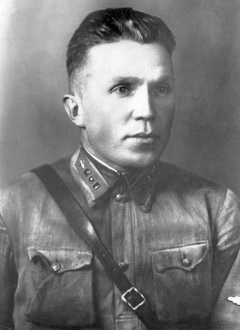
Nikolai Kusnezow, um 1940

Nach dem deutschen Überfall auf die Sowjetunion wurde Kusnezow in Moskau für den Fall der Besetzung und den anschließenden Untergrundkampf in Reserve gehalten. Nachdem die Gefahr der Okkupation Moskaus abgewendet war, wurde er vorübergehend in der 4. NKWD-Abteilung (Terror und Sabotage hinter den feindlichen Linien) eingesetzt.
Im Jahr 1942 wurde Kusnezow der Partisanenspezialeinheit Sieger (Победители) zugeteilt, die bei Rowno, der damaligen Hauptstadt des Reichskommissariats Ukraine (RKU), agierte. Am 25. August 1942 kam er ins deutsche Hinterland.
Getarnt als Oberleutnant, später Hauptmann der deutschen Infanterie führte er in Rowno unter dem Namen Paul Siebert die Aufklärung, leitete als Resident einige Aufklärungsgruppen, knüpfte Kontakte zu einzelnen Offizieren der Wehrmacht und der deutschen Geheimdienste sowie zu hohen Beamten des RKU. Auf diese Weise gelangte er an wichtige Informationen, welche über die Partisaneneinheit Sieger nach Moskau weitergegeben wurden.
Kusnezow soll vom Unternehmen Weitsprung erfahren haben, einem angeblich geplanten Anschlag auf die Teilnehmer der Teheran-Konferenz unter der Leitung von Otto Skorzeny. Historiker gehen davon aus, dass ein solcher Plan nie bestanden hat, sondern die sowjetischen Berichte darüber Teil einer Desinformationskampagne des NKWD bzw. später KGB waren. Skorzeny bestritt nach Kriegsende, dass es jemals ein deutsches Kommandounternehmen „Weitsprung“ gegeben habe.
Kusnezow soll Hinweise über den für Mitte 1943 geplanten Angriff bei Kursk erteilt haben. Außerdem zählt zu seinen Verdiensten die Ortung von Hitlers Hauptquartier „Werwolf“ bei Winnyzja.
Auf Befehl führte Kusnezow eine Reihe von Vergeltungsakten auf hohe Vertreter der Besatzungsmacht aus:
- Am 30. September 1943 warf er eine Handgranate auf Paul Dargel, Leiter der Politischen Hauptabteilung im Reichskommissariat Ukraine. Kusnezow verwundete Dargel schwer – er verlor beide Füße.[4]
- Am 20. September 1943 erschoss er den Leiter der Hauptfinanzabteilung des RKU und der Generaldirektion der Monopole in der Ukraine, Ministerialrat Hans Höll, und den Generalinspekteur des Gebietskommissariats Rowno, Adolf Winter, auf offener Straße in Rowno.
- Am 15. November 1943 wurde unter der Leitung und mit unmittelbarer Beteiligung von Kusnezow der Chef der Osttruppen 740, Generalmajor Max Ilgen, aus seinem Quartier in Rowno entführt.
- Am 16. November 1943 erschoss Kusnezow den Senatspräsidenten und ehemaligen SA-Oberführer Alfred Funk im Gerichtsgebäude in Rowno.
- Am 9. Februar 1944 erschoss er den Vizegouverneur des Distrikts Galizien Otto Bauer und seinen Sekretär Schneider vor ihrem Quartier in Lemberg.

Unmittelbar nach dem Attentat auf Otto Bauer verließ Kusnezow in Begleitung zweier Mitkämpfer Lemberg, um sich der vorrückenden Roten Armee anzuschließen. Auf dem Weg zur Frontlinie sind sie verschollen.
Nach Version der damaligen sowjetischen Regierung fiel Kusnezow 1944 im Kampf gegen die ukrainischen Nationalisten.

## Auszeichnungen
Kusnezow wurde mit einem Leninorden (26. Dezember 1943), der Medaille „Dem Partisanen des Großen Vaterländischen Krieges“ 1. Klasse (29. Juni 1944) und als Held der Sowjetunion (16. Oktober 1944) ausgezeichnet.

## Andenken

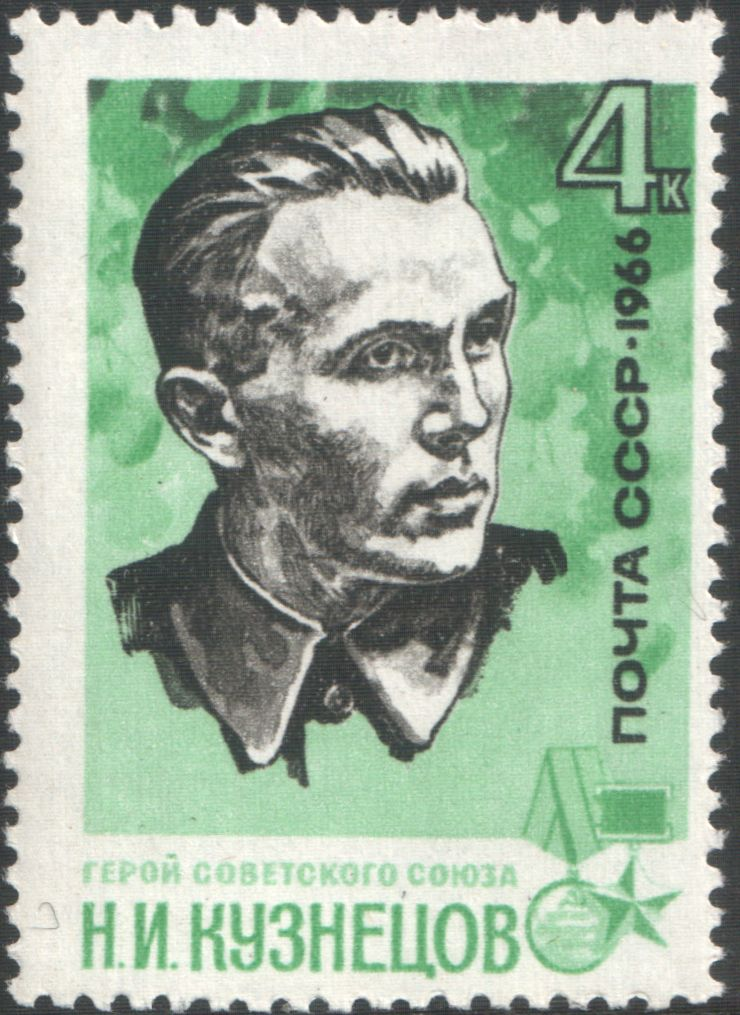
Sowjetische Briefmarke von 1966 zur Ehrung von Kusnezow

In seiner Rolle als Paul Siebert wurde Kusnezow zur Legende und Kultfigur.
Frédéric Joliot-Curie sagte: „Wenn man mich fragen würde, wen ich für die stärkste und anziehendste Persönlichkeit unter den Kämpfern gegen den Faschismus halte, ich würde ohne zu zögern Nikolai Iwanowitsch Kusnezow nennen, den großen Humanisten, der diejenigen vernichtete, die die Menschheit vernichten wollten.“
Nach Kusnezow wurde 1981 der am 3. Dezember 1976 entdeckte Asteroid des inneren Hauptgürtels (2233) Kuznetsov und 1977 die Stadt Kusnezowsk in der Oblast Riwne benannt. In Russland und in der Ukraine wurden ihm Denkmäler und Gedenktafeln gewidmet. Viele Museen und Ausstellungen widmeten sich dem Leben und Kampf Kusnezows.
Mehr als 17 Schulen in der Sowjetunion trugen seinen Namen. In der DDR war es z. B. eine Polytechnische Oberschule (POS) in Eberswalde (Brandenburg).
Es wurden über ihn viele Artikel und Essays sowie einige Bücher geschrieben. Das bekannteste davon ist der Roman Es war bei Rowno von D.N. Medwedjew.
Seine Geschichte wurde u. a. in Heldentaten eines Kundschafters (Подвиг разведчика) von 1947, Der Kundschafter (Сильные духом) von 1967, Spezialeinheit (Отряд специального назначения) von 1987 sowie in dem Dokumentarfilm Genie der Aufklärung (Гений разведки) von 2002 verfilmt.